# Ngwevu
Ngwevu – rodzaj wymarłego dinozaura z grupy zauropodomorfów.
Holotypowym znaleziskiem Ngwevu jest kompletna czaszka z niekompletnym szkieletem pozaczaszkowym, oznakowane jako BP/1/4779, które w przeszłości przypisano do rodzaju masospondyl i gatunku M. carinatus. Jest to pospolicie występujący, wedle Chapelle i współpracowników wręcz ikoniczny bazalny zauropodomorf obszarów południa Afryki, skąd pochodzą szczątki. Do nowego rodzaju przenieśli je w 2019 Chapelle i współpracownicy, wskazując na niespotykany u innych zauropodomorfów zestaw cech i wykluczając inne niż różnorodność międzygatunkowa ich źródła (jak zniekształcenie przez procesy tafonomiczne czy dymorfizm płciowy).
Szkielet poddano badaniu histologicznemu. Odkryto, że pozostawiło go zwierzę niemal w pełni wyrośnięte, liczące przynajmniej 10 lat.
Skamieniałości Ngwevu znaleziono w Południowej Afryce, w skałach należących do formacji Elliot, pochodzącej z jury wczesnej. Na terenie tej formacji, jak też formacji Clarens znaleziono pozostałości takich dinozaurów, jak Antetonitrus ingenipes, Massospondylus kaalae, Aardonyx celestae, Ignavusaurus rachelis, Arcusaurus pereirabdalorum, Pulanesaura eocollum czy Ledumahadi mafube.